# 樊於期
樊期（？—前227年），战国时期人物，曾为秦国将领，后来得罪秦王而出逃燕国，为太子丹多收留。荆轲刺秦之前，荆轲找到了樊於期，阐明他想用樊的人头作为和秦国求和的筹码，便于接近秦王。樊於期出于对秦王的刻骨铭心的恨和对太子丹的知遇之恩表示感谢，為了刺秦毅然自刎獻首而死。当代学者杨宽认为樊於期就是秦将桓齮。

## 生平
樊於期曾使秦王政大怒，秦王懸賞“购将军首金千斤，邑万家”。燕太子丹派荊軻謀刺秦王時，荊軻請求以其首級與庶地督亢（在河北涿縣一帶）地圖作為进献秦王的礼物，以利行刺；樊於期知道後，自刎而死。为刺秦献出首颅。

## 争议
2003年，历史学家杨宽认为樊於期即参与过秦赵平阳之战，一度威震赵国，但败于肥之战的名将桓齮。但两者为一人的说法仍无足够证据支持。《战国策·赵策四》写明桓齮并未在肥之战后出逃，而是死在秦灭赵之战中，在和王翦一同攻赵时为赵将李牧所杀。

## 影视形象
- 亞洲電視劇集《秦始皇》，由徐二牛飾演。
- 周曉文導演製作的古裝歷史傳奇劇《吕不韦传奇》将樊於期设定为头脑简单的武夫。吕不韦为了排除异己，故意安排他们和刚因兵败被秦王政掌掴的樊於期辅佐成蟜出征，料到他们必会唆使成蟜造反，再行镇压，果然如此。成蟜败亡后，樊於期突围奔燕。